# Rối loạn tiêu hóa
Rối loạn tiêu hóa là một hội chứng được tạo ra bởi sự co thắt bất thường của các cơ vòng trong hệ tiêu hóa làm cơ thể đau bụng và thay đổi vấn đề đại tiện. Đây không phải là một căn bệnh dẫn đến tử vong mà "chỉ" là một hội chứng tuy khó chịu, nhưng hoàn toàn không nguy hiểm đến tính mạng. Tuy nhiên, khi bị rối loạn tiêu hóa, người bệnh sẽ gặp những bất tiện trong sinh hoạt do bị thay đổi về chuyện đại tiện, bị đầy hơi hoặc đau bụng. Đây là một hội chứng rất thông thường, mà gần như ai cũng có thể bị.
Theo những nghiên cứu gần đây, người ta nhận thấy rối loạn tiêu hóa có thể gây ra bởi nhiều nguyên nhân, trong đó sự bài tiết của chất serotonin nơi tiết hợp thần kinh chạy dọc theo hệ thống tiêu hóa có thể đóng một vai trò chính yếu. Một giả thuyết khác được đưa ra với khí methane thặng dư trong ruột già (và ruột non) đưa đến rối loạn tiêu hóa.

## Thay đổi vấn đề đại tiện
Triệu chứng này tiến triển chậm nhưng mỗi ngày một trầm trọng hơn. Sự thay đổi thói quen đại tiện trở nên rõ ràng hơn. Đi vệ sinh bỗng dưng không còn đều đặn như trước. Hơn nữa, người bệnh cảm thấy đau bụng từng cơn, ngày táo bón, ngày tiêu chảy. Tùy theo bệnh tình, mà người bệnh có khuynh hướng táo bón nhiều hơn tiêu chảy hoặc ngược lại.

## Đau bụng
Những cơn đau bụng thay đổi tùy theo cá nhân và được diễn tả như đau sơ sơ, nhè nhẹ, lâm râm, quặn từng cơn, nặng bụng, sình bụng, xon xót, ran rát, đau như "dao cắt". Đau có thể liên tục, nhè nhẹ suốt ngày, co thắt, nhức nhối từng cơn. Bệnh nhân thường đau bụng dưới bên tay trái, nhưng họ cũng có thể bị đau ở nhiều chỗ khác nhau. Đau cùng một lúc, hoặc mỗi ngày đau một chỗ khác nhau. Họ cũng có thể bị đau toàn bụng chứ không nhất thiết đau ở vị trí nào nhất định. Trong một vài trường hợp hiếm hoi, cơn đau có thể lan ra sau lưng.

## Đầy hơi
Sình bụng là một trong những triệu chứng tiêu biểu của rối loạn tiêu hóa. Bụng "căng to như cái trống". Bệnh nhân ợ hơi liên tục hoặc "đánh rắm" liên miên. Bụng thường rất thon nhỏ vào buổi sáng khi mới thức dậy, rồi to dần khi ngày từ từ trôi qua. Bụng "phì lớn" nhanh như người có bầu. Ngoài ra, một số bệnh nhân có những triệu chứng của bệnh đau dạ dày, với những cơn ợ chua, đắng hoặc hôi miệng, buồn nôn, nôn mửa, v.v…
Tâm lý đóng một vai trò quan trọng khi nói về hội chứng rối loạn tiêu hóa. Vì thế buồn phiền, chán nản, u sầu sẽ làm những triệu chứng kể trên trở nên thường xuyên và trầm trọng hơn kể cả phụ nữ trong những ngày thấy kinh nguyệt cũng có thể gặp rối loạn tiêu hóa.

## Xác định bệnh
Vì rối loạn tiêu hóa mang cùng triệu chứng với nhiều bệnh hiểm nghèo hơn, đáng kể nhất là ung thư (nhất là ung thư đường ruột), hoặc các bệnh khác như bệnh đau bao tử, bệnh ợ chua, bệnh nhiễm khuẩn, viêm đại tràng, bệnh liên quan đến tuyến giáp trạng, sán lãi, viêm tụy tạng mạn tính, bệnh không dung nạp sữa (lactose intolerance)…, bệnh nhân cần đi khám và làm các xét nghiệm để chẩn đoán xác định. Tùy theo tình trạng bệnh lý và tuổi tác, bác sĩ sẽ có những chỉ định xét nghiệm khác nhau.
Sau đây là những điều bạn nên biết: Nếu tự nhiên bị biếng ăn, mất ngủ, sút cân, nóng sốt, đại tiện ra máu, mất quá nhiều nước, hoặc cơ thể trở nên khác thường một cách kỳ lạ vô nguyên cớ, nhất là ở những người trên 50 tuổi, có lẽ đây không phải là những triệu chứng của hội chứng rối loạn tiêu hóa. Những bệnh nhân này nên đi khám bác sĩ càng sớm càng tốt.

## Cách chữa trị hiệu quả?
Thay đổi cách thức ăn uống: Thức ăn, nước uống không gây ra rối loạn tiêu hóa nếu bảo đảm vệ sinh, tuy nhiên cũng có loại thức ăn đồ uống có thể làm "bệnh" trở nên trầm trọng hơn.
- Các thức ăn sau đây có thể gây ra sình bụng: Hành tây, tỏi, đậu, cần tây, bắp cải, mận, chuối, nho khô, rau húng quế v.v… Đừng uống quá nhiều cà phê cũng như uống sữa. Tránh các thức ăn, nước uống chứa quá nhiều sorbitol (đây là loại đường dùng trong các loại nước ngọt ăn kiêng), kẹo cao su hoặc quá nhiều đường fructose (như trong mật ong và một số trái cây).
- Bệnh nhân nên ăn nhiều rau, uống nhiều nước nhất là đối với bệnh nhân có khuynh hướng táo bón.
- Tập thể dục đều đặn có thể giúp cho cơ thể nói chung và hệ thống tiêu hóa nói riêng được hoạt động một cách đắc lực hơn.

## Dùng thuốc khi nào?
Tùy theo từng cá nhân, bác sĩ có thể sẽ phải chữa trị bằng nhiều loại thuốc khác nhau. Tuy nhiên trong trường hợp rối loạn tiêu hóa, thuốc chỉ đóng một vai trò phụ trong việc chữa trị mà thôi. Nếu dùng chỉ nên dùng khi thật cần thiết và càng dùng ít càng tốt.
Các loại thuốc tiêu biểu như dicyclomine HCl (Sudopam Tablet), hyoscyamine sulfate (levsin) có thể thuyên giảm chứng đau bụng kèm theo tiêu chảy. Vì bệnh có khuynh hướng thay đổi theo chu kỳ từ tiêu chảy đến táo bón, nên bệnh nhân thường uống thuốc cầm loperamide (imodium) hoặc diphenoxylate (lomotil) khi bị tiêu chảy và uống thuốc sổ khi bị táo bón. Một số bệnh nhân rối loạn tiêu hóa với biểu hiện tiêu chảy có thể cảm thấy dễ chịu hơn khi uống amitriptyline (elavil), một loại thuốc chữa bệnh u sầu.
Tóm lại: Tuy hội chứng tiêu hóa vẫn được xem là một "bệnh tâm lý", một số thuốc có thể làm thuyên giảm những triệu chứng một cách đáng kể, tuy nhiên, sự thành công trong việc chữa trị một phần phụ thuộc chế độ ăn uống của người bệnh.

## Kết luận
Điều quan trọng phải đi khám để bác sĩ kiểm tra loại trừ các bệnh về đường tiêu hóa khác, nếu bạn chỉ bị rối loạn tiêu hóa thì nên bình tĩnh chữa trị, điều chỉnh chế độ ăn uống hợp lý, có thể dùng thêm men tiêu hóa như Golden LAB…. để ổn định và tăng cường sức khỏe đường tiêu hóa, giúp giảm và triệt tiêu các triệu chứng của rối loạn tiêu hóa.